# Acordo Anglo-Etíope

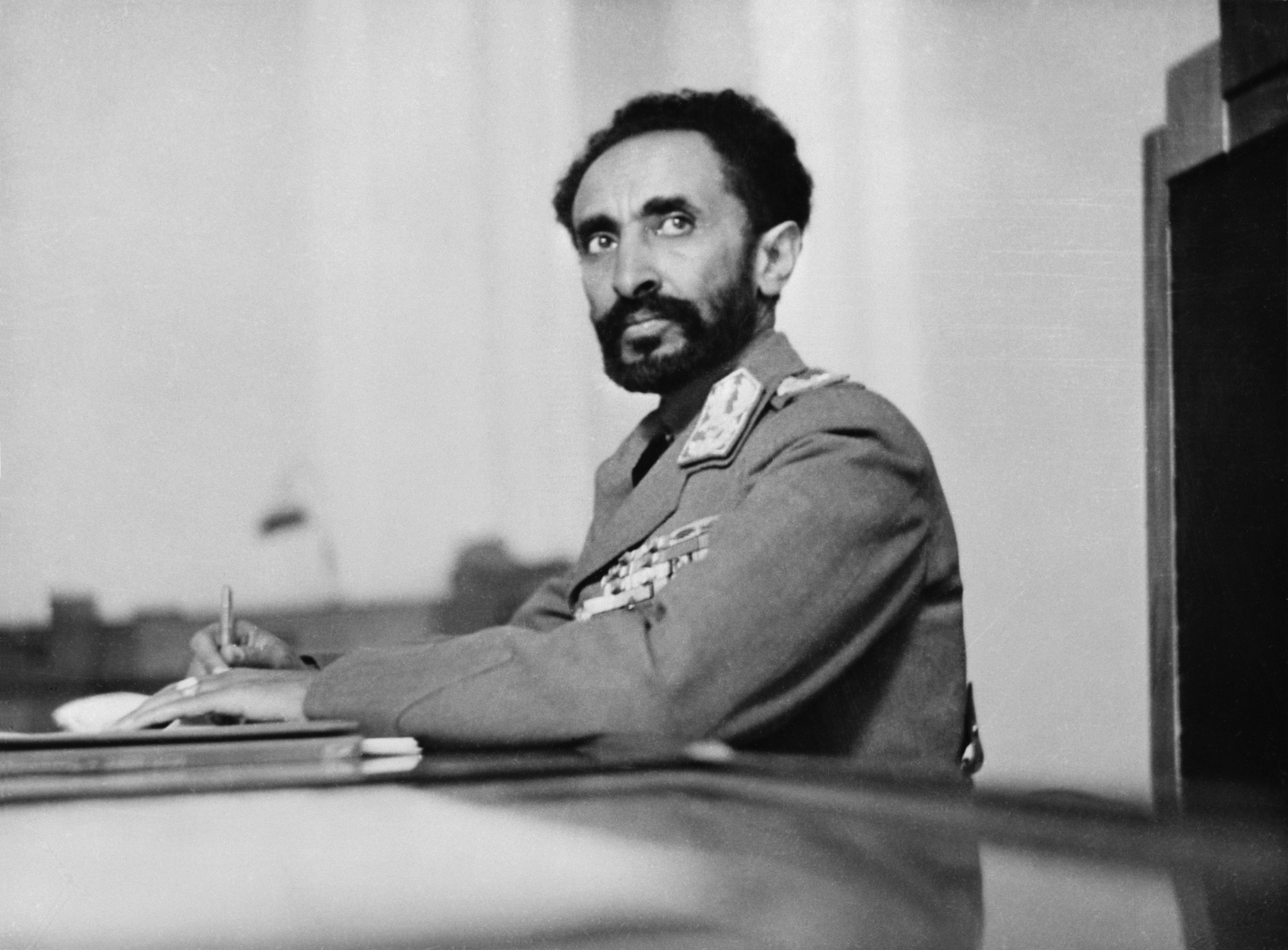
Imperador Haile Selassie fotografado em 1942.

O Acordo Anglo-Etíope foi um esforço conjunto entre a Etiópia e o Reino Unido para restabelecer a condição de Estado independente da Etiópia após a expulsão das tropas italianas pelas forças combinadas britânicas e etíopes em 1941, durante a Segunda Guerra Mundial.
Houve um Acordo Anglo-Etíope anterior assinado em 1897. Esta convenção envolveu Menelik II e tratou em grande parte da fronteira entre Hararghe (Etiópia) e a Somalilândia Britânica.

## Sob o acordo
Após o retorno do imperador etíope Haile Selassie ao trono, um acordo anglo-etíope provisório foi assinado em 31 de janeiro de 1942 entre os dois governos; o Major General Sir Philip Euen Mitchell, Diretor Político do Alto Comando das Forças Britânicas da África Oriental assinou em nome do Reino Unido. Os britânicos enviaram conselheiros civis para auxiliar Selassie com tarefas administrativas e também fornecer-lhe conselheiros militares para manter a segurança interna e melhorar e modernizar o exército etíope. Os termos deste acordo confirmaram o status da Etiópia como um Estado soberano, embora a região de Ogaden, as regiões de fronteira com a Somalilândia Francesa (conhecidas como "Áreas Reservadas"), a ferrovia Addis Ababa-Djibuti e o Haud, permanecessem temporariamente sob controle britânico. Os britânicos também assumiram o controle sobre moeda e câmbio estrangeiro, bem como importações e exportações. Embora tenha reconfirmado aspectos do Acordo Tripartite de 1906 e do Acordo de Klobukowski de 1908, também tomou medidas para reverter, por exemplo, a imunidade que o acordo de 1908 concedeu a todos os estrangeiros das leis etíopes, embora estipulasse que o julgamento de qualquer caso movido contra um estrangeiro fosse presidido por um juiz britânico. Por fim, continha uma cláusula que permitia aos etíopes rescindir o acordo mediante aviso prévio de três meses.
Os etíopes logo consideraram a implementação deste acordo intolerável, embora o considerem uma ligeira melhoria em relação à relação anterior, na qual a Etiópia era tratada como uma nação inimiga ocupada. Haile Selassie descreveu um aspecto do relacionamento anterior, "eles pegaram todo o equipamento militar capturado em Nosso país... abertamente e corajosamente dizendo que não deveria ser deixado para o serviço dos negros." Outro ponto de discórdia era o controle britânico do sistema bancário e financeiro da Etiópia, que exigia que todas as cartas de crédito fossem abertas em Áden e exigia que todas as exportações fossem liberadas por aquele porto, gerando uma margem de lucro oficial de 9-11%; além disso, todos os dólares ganhos com exportações para os Estados Unidos deveriam ser automaticamente convertidos para a libra esterlina. O Imperador e seus ministros logo começaram a direcionar seus esforços para três pontos específicos: um novo tratado para substituir este; uma nova moeda para substituir o Xelim da África Oriental que havia sido imposto à Etiópia como parte do acordo; e uma fonte de ajuda militar que garantiria que a Etiópia não dependesse mais dos britânicos.
Uma força policial treinada pelos britânicos acabou substituindo os antigos policiais que estavam a serviço dos governadores provinciais locais. Houve duas revoltas durante esse período: a rebelião Woyane na província oriental de Tigray, que foi suprimida com a assistência do apoio aéreo britânico; e a outra em Ogaden, que foi reprimida por dois batalhões de forças etíopes.

## Negociando um novo acordo
Apesar do desgosto etíope pelo acordo, tanto o Imperador quanto seu grupo mais íntimo de ministros estavam relutantes em realmente apresentar a notificação necessária para rescindi-lo. Um conjunto de propostas para um novo acordo submetido aos britânicos no início de 1944 foi sumariamente rejeitado. Como John Spencer, um consultor americano da Etiópia em direito internacional durante este período, explica: "Eles temiam retaliação na forma de uma reocupação da província de Tigré, ao sul da Eritreia, e de Sidamo e Gemu Gofa na fronteira com o Quênia, e possivelmente outras áreas no oeste, como as províncias de Wollega e Illubabor. Esses temores foram objeto de discussões intermináveis comigo." No final, as autoridades etíopes superaram sua hesitação e fizeram com que o aviso de rescisão de três meses fosse entregue ao encarregado de negócios britânico em 25 de maio de 1944, juntamente com um pedido de negociações rápidas de um novo acordo. Nessa altura, os Estados Unidos não só tinham restabelecido a sua missão diplomática na Etiópia, como também tinham declarado o país elegível para o Lend-Lease, proporcionando um impulso vital aos funcionários etíopes nas suas negociações com o Reino Unido.
A resposta britânica inicial foi o silêncio. Só depois de o governo etíope os ter recordado da expiração do acordo, em 16 de agosto, e de que estavam ansiosos por receber a posse da ferrovia e da administração do Haud e da Área Reservada, é que os britânicos responderam. Inicialmente, os britânicos tentaram atrasar a rescisão do acordo, alegando que não poderiam acomodar as exigências etíopes, e concordaram com uma prorrogação de dois meses para a data de entrega das propriedades. Uma equipe de negociação liderada pelo Conde de la Warr chegou em 26 de setembro e, nos meses seguintes, ambos os lados discutiram até 19 de dezembro de 1944, quando um novo acordo anglo-etíope foi assinado e os britânicos concordaram em renunciar a várias vantagens que tinham desfrutado na Etiópia. Especificamente, a Grã-Bretanha removeria suas guarnições, exceto de Ogaden; abriria os aeródromos da Etiópia (até então restritos ao tráfego britânico) a todas as aeronaves aliadas; e desistiria do controle direto da seção etíope da ferrovia Adis Abeba-Djibouti. O novo acordo também revogou a precedência britânica sobre outros representantes estrangeiros. No entanto, talvez mais importante tenha sido o uso da palavra "aliado" no acordo. Isso não apenas removeu qualquer base adicional para considerar a Etiópia como "território inimigo" — como o general Mitchell havia afirmado — mas também evitou que a Etiópia fosse impedida de ter um lugar na futura conferência de paz, o que aconteceu em 1947.

## Nota
- Este artigo foi inicialmente traduzido, total ou parcialmente, do artigo da Wikipédia em inglês cujo título é «Anglo-Ethiopian Agreement».

## Leitura complementar
- "Consequences of the British Occupation of Ethiopia During World II" by Theodore M. Vestal
- Harold Courlander, "The Emperor Wore Clothes: Visiting Haile Sellassie in 1943", American Scholar, 58 (1959), pp. 277ff.
- Arnaldo Mauri, "The re-establishment of the national monetary and banking system in Ethiopia, 1941-1963", The South African Journal of Economic History, Vol. 24,  n. 2, 2009, pp. 82–130.